# Fabricio Iacovich
Fabricio „Ruso” Iacovich (ur. 29 stycznia 2002 w La Placie) – argentyński piłkarz pochodzenia chorwackiego występujący na pozycji bramkarza, od 2022 roku zawodnik Estudiantes La Plata.